# St. Nicolai (Borstel)

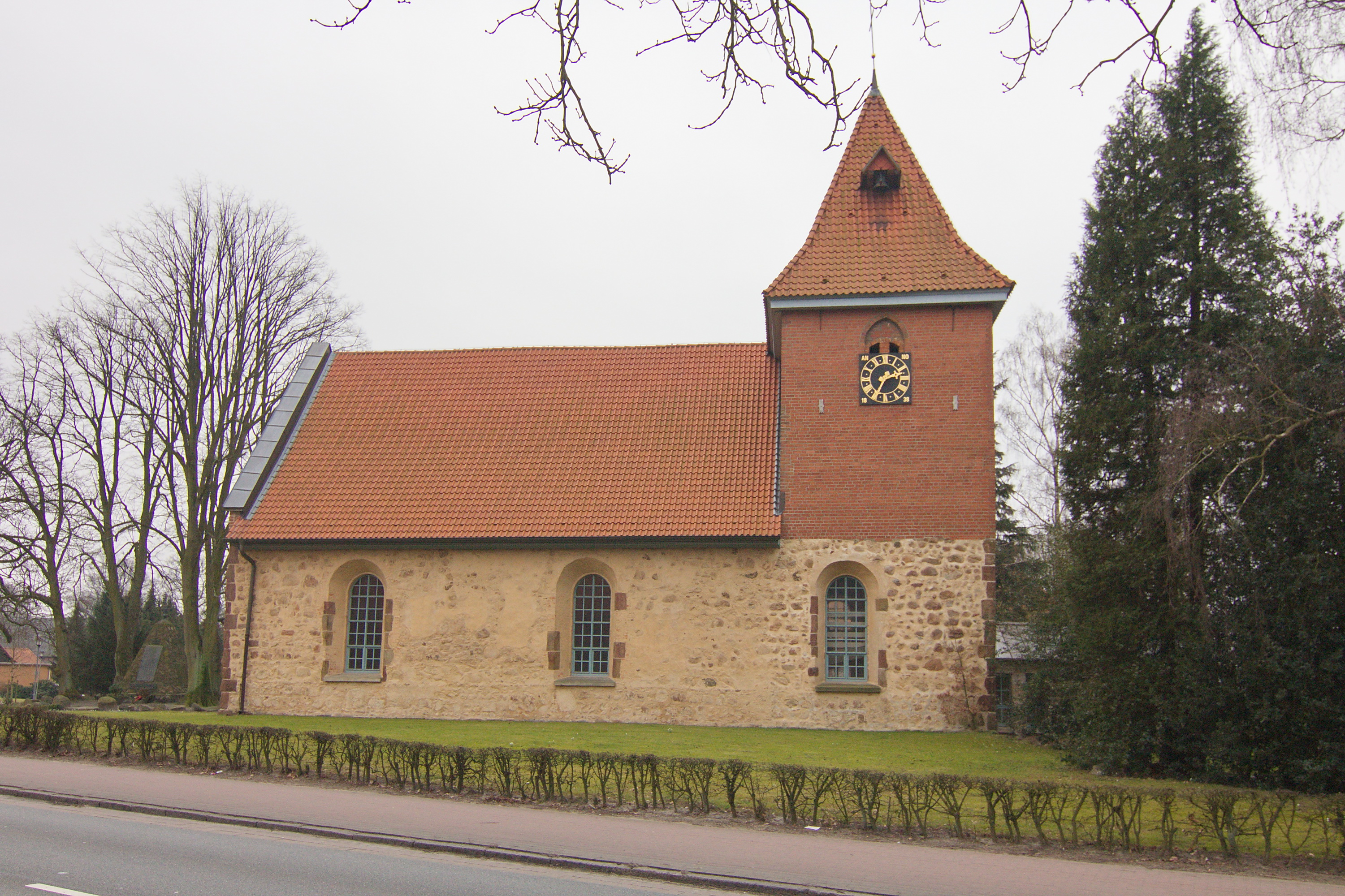
St. Nicolai

Die evangelisch-lutherische denkmalgeschützte Kirche St. Nicolai steht in Borstel, einer Gemeinde im Landkreis Diepholz in Niedersachsen. Die Kirchengemeinde Borstel-Pennigsehl gehört zum Kirchenkreis Nienburg im Sprengel Hannover der Evangelisch-lutherischen Landeskirche Hannovers.

## Beschreibung
Die spätromanische Feldsteinkirche mit drei annähernd quadratischen Jochen im Innenraum wurde in der Mitte des 13. Jahrhunderts erbaut. Auf dem dritten Joch im Westen wurde ein querrechteckiger Dachturm aus Mauerziegeln aufgesetzt, der ein Zeltdach trägt. Das Satteldach über den anderen beiden Jochen endet an der Ostwand vom Chor, die oberhalb der Bruchsteine einen Giebel mit schlanken spitzbogigen Blendarkaden geschmückt ist. Die Bogenfenster wurden nachträglich vergrößert. Die drei Joche im Innenraum haben mehrfach abgetreppte Strebepfeiler, darüber befindet sich zwischen spitzbogigen Gurt- und Schildbögen ein kuppeliges Gewölbe. Im Westjoch ist eine mächtige doppelte Arkade mit einer achteckigen Stütze in der Mitte, die nachträglich eingefügt wurde. Auf ihr ruht die Ostmauer des Turms. Das Gewölbe wurde zur Akzentuierung der Rippen, Gurt- und Schildbögen im 13. Jahrhundert ornamental bemalt. 
An der östlichen Chorwand wurde am Anfang des 15. Jahrhunderts eine Kreuzigungsgruppe gemalt. Das große kelchförmige steinerne Taufbecken trägt die Jahreszahl 1519, ein weiteres achteckiges Taufbecken ist mit 1728 bezeichnet.